# Groote Eylandt
Groote Eylandt è la più grande isola del golfo di Carpentaria, nell'Australia nord-orientale. Si trova a circa 50 km dal Territorio del Nord e dalla costa orientale della Terra di Arnhem, dista in linea d'aria circa 630 km da Darwin.
L'isola misura circa 50 km in direzione est-ovest e 60 km in direzione nord-sud, per un'area totale di circa 2.260 km². È generalmente pianeggiante, la sua altitudine media sul livello del mare è di 15 metri.
Deve il suo nome all'esploratore olandese Jan Carstensz che nel 1623 la chiamò "isola grande" secondo la grafia oggi obsoleta dell'olandese dell'epoca.
L'isola appartiene alla comunità aborigena degli Anindilyakwa ed è parte della riserva aborigena della Terra di Arnhem. Sull'isola, la compagnia mineraria GEMCO, sussidiaria della Broken Hill Proprietary Company, gestisce una grande miniera di manganese pagando una concessione ai proprietari. Aperta sin dai primi anni sessanta, la produzione media della miniera è circa 2 milioni di tonnellate l'anno e rappresenta il 10% circa della produzione mondiale di manganese.
L'isola è aperta al pubblico solo su permesso, il locale consiglio aborigeno non ha infatti incoraggiato il turismo. In generale l'accesso per visitare l'isola è riservato a chi è in possesso di un permesso rilasciato dal locale consiglio degli Anindilyakwa.
Groote Eylandt fu scoperta nel 1623 dall'equipaggio della nave olandese Arnhem, capitanata da Willem van Coolsteerdt. Il primo insediamento europeo risale al 1921, presso il fiume Emerald, e fu una missione della chiesa anglicana. Durante la seconda guerra mondiale, nel 1943, la missione si trasferì ad Angurugu, dato che l'aviazione aveva bisogno della pista d'atterraggio della missione. Le rovine della base sono ancora visibili oggi.
Il governo dell'isola è passato nelle mani del locale consiglio aborigeno nel 1979.